# Sottunga
Sottunga es un municipio de Finlandia situado en la región de Åland. En 2018 su población era de 93 habitantes, lo que lo convierte en el municipio menos poblado de Åland, Finlandia. La superficie del término municipal es de 342,44 km², de los cuales 314,4 km² son de ríos y lagos. El municipio tiene una  densidad de población de 3,32 hab./km².
Limita con los municipios de Brändö, Föglö, Kumlinge, Kökar, Vårdö y Pargas, este último perteneciente a la región de Finlandia Propia.
El ayuntamiento es unilingüe en sueco.